# 正名 (思想)

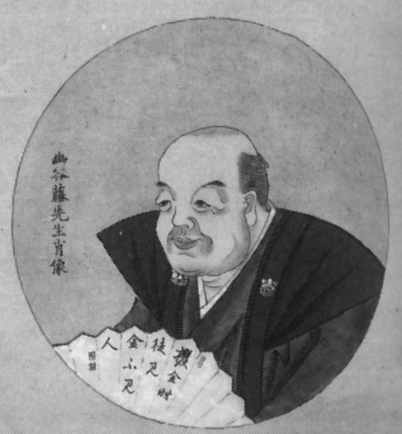
藤田幽谷。江戸時代に『正名論』を著した。→#江戸時代

正名（せいめい、拼音: zhèngmíng）とは、中国思想や日本思想の用語で、名を正す（なをただす）という行為のこと。時代や文脈によって様々な意味をもつ。正名論、正名思想ともいう。類義語は名実論。

## 概要
「正名」という語句は、『論語』の中の孔子の教えに由来する。具体的には、『論語』子路篇における、子路と孔子の会話に由来する。
以上の一節から、「正名」という行為が極めて重要な行為、政治において最優先にすべき行為だということが分かる。しかし、具体的に何をどうする行為が「正名」なのかは分からない。
そのため、後世の儒学者たちは「正名」に様々な解釈を与えてきた。大まかに分ければ、鄭玄に代表される言語論の文脈で「言葉を正す」とする解釈と、朱熹に代表される政治論の文脈で「名分を正す」とする解釈がある。あるいはそのような儒学者たちに先立って、戦国時代の諸子百家も「正名」を論じていた。あるいは近現代の学者が新たな解釈を与えることもある。
儒教が「名教」と呼ばれるのも正名思想に由来する（「名教」呼称が一般化するのは六朝以降）。

## 言葉を正す
言語論の文脈で「正名」と言うときの「名」は、「名前」「名詞」に限らず、「名辞」「言葉」全般をさす。つまり孔子がいう所の「正名」は「言葉の混乱を正す」行為なのだと解釈される。ただしひとくちに「言葉の混乱を正す」と言っても、具体的に何をするかは、以下のように様々なバリエーションがある。

### 字
後漢の鄭玄は、子路篇の注釈（『論語義疏』所引）や、『儀礼』聘礼篇、『周礼』外吏篇・大行人篇の注釈で、「名」とはすなわち「字」（文字・漢字）の同義語である（経書が書かれた時代の古称である）と解釈した。つまり、鄭玄は「正名」を「字を正す」ことだと解釈した。
鄭玄の「字を正す」説は、とりわけ清代の考証学者たちに支持された。考証学者たちは、「字を正す」説を敷衍して「字の形音義を正す」と解釈した上で、文字学・音韻学・訓詁学の三学（小学）を推進した。つまり、考証学者が小学を重んじた背景の一つとして正名思想があった。『隋書』経籍志も「正名」を小学と結びつけている。
鄭玄の「字を正す」説に近い解釈として、『論語集解』所引の馬融の解釈（「正百事之名」）がある。

### 名物学
漢代以後、訓詁学から派生して「名物学」と呼ばれる学問分野が形成される。この名物学の営為が「正名」である、とされることもある。
名物学では「字を正す」ことではなく、「名」と「実」の二者を合致（一致）させることが「正名」とみなされる。ここでいう「実」は、「形音義」の「義」または「物」とおおよそ同義である。つまり「実」は「名前が指す物」「単語の意味」を意味する（定訳は無い）。
名物学の書物の筆頭として、前漢頃の『爾雅』、および後漢末の『釈名』がある。『釈名』が後漢末という乱世に書かれたのは、正名思想に基づいて乱世を正そうとしたためである、とする推測もある。
江戸時代の松岡恕庵は、自身の名物学的な本草学を「正名」「格物」と称していた。
明治時代に「日本の植物学の父」として和名整理を推進した牧野富太郎は、伝統的本草学・名物学にも通じていたことから、背後に正名思想があったと言われる。
なお、江戸時代の名物学においては、「名を正す」ではなく「正しき名」という意味で「正名」を術語的に用いる場合もあった。その場合の「正名」は「俗名」の対義語であり、意味は本項の「正名」よりも現代の分類学用語の「正名」または「学名」に近い。

### その他
『礼記』祭法篇では、上古の聖人・黄帝が万物に名前を与えた、という神話的な事績を「正名」と称している。
ある分野の書物において、その分野の用語を定義・整理する行為を「正名」という場合もある。つまり例えば、馬建忠『馬氏文通』正名篇や羅常培の著作といった中国語学の書物では、中国語学の用語を定義・整理することを「正名」と称している。宋代の棋書（囲碁の書物）『棊経十三篇』では、囲碁用語を整理する際に孔子の「正名」を引用している。清代の呉有性の医書『温疫論』にも「正名篇」がある。
江戸時代の荻生徂徠『弁名』（辨名）では、孔子の「正名」を引用した上で、聖人の命名や儒学用語の定義について論じている。徂徠に関してはその他にも、『読荀子』において後述の『荀子』正名篇が着目されたり、徂徠学において後述の「称謂」が論題になったりしている。
皆川淇園の言語論である「開物学」も正名思想の要素をもつ。淇園には徂徠の『弁名』と同趣旨の著作『名疇』がある。
清の龔自珍『六経正名』では、本来は「六経」だった経書が「十三経」などと増加したことを問題視した上で、「経」という言葉を正すという意味で「正名」を用いている。龔自珍はその他にも『保甲正名』『地丁正名』を著しており、後述の董仲舒の「正名」の影響も受けているとされる。
清末の章炳麟『訄書』の付篇『正名雑義』では、姉崎正治などの明治思潮や西来思想を取り入れた独自の言語論を展開している。
翻訳という行為に関して「正名」を用いることもある。例えば、唐の玄奘『大唐西域記』序、清末の梁啓超『論訳書』では、外国語を正しく翻訳することを「正名」としている。清末の王国維『哲学辨惑』では、「哲学」という言葉の意味を分析したり、「哲学」の異訳としての「理学」を論評したりする際に「正名」を用いている。

## 名分を正す
「名分を正す」とはどのような行為かは、以下の『論語』顔淵篇の孔子の教えに集約される。
「名分を正す」という行為は、基本的にはここでいう「君主が君主であり……子が子である」ようにする行為をいう。朱熹の『論語集注』では、孔子の「正名」は「名分を正す」と解釈される。
「君主が君主であり……子が子である」状態とは、言い換えれば、上下関係、身分、職分、役割意識などが遵守されている状態である。一方「君主が君主ではなく……子が子ではない」状態とは、臣下による君主の傀儡化、僭称、弑逆、下剋上、職分侵犯、御家騒動などが起きている状態である。そしてまさに、子路篇で言及されている当時の衛国は、御家騒動の只中にあった。
「名分が正しい/正しくない」という状態は、「名と実が合致（一致）している/乖離している」状態と言い換えられる。ここでいう「名」と「実」は、「君・臣・父・子などの称号」と「実際の振る舞い」のような意味をもつ（定訳は無い）。
「名分を正す」という行為は、儒教の主要なトピックである「礼」「称謂」「春秋」「正統論」と関わる。それらのトピックを踏まえて、江戸時代中後期には藤田幽谷『正名論』などの正名論が流行した。

### 礼
儒教における「礼」とは、平たく言えば「規定」「規範」「マナー」のことで、具体的には、冠婚葬祭・「死」の言い方・服忌・服飾・建築・青銅器（礼器）などの細かい規定をさす。それらの規定においては、「君臣」「父子」「貴賤」「親疎」「長幼」などの区別が論点になる。その他にも、郷村の饗宴（郷飲酒礼）における「主人と賓客」の区別なども論点になる。儒教では、それらの細かい規定こそが、結果的に社会全体に秩序と調和をもたらすのだと考えられていた。
以上のような「礼」という営為がすなわち「名分を正す」である、とされることもある。

### 称謂
「正名」は「称謂」とも深く関わる。ここでいう称謂とは、爵位名称・官位名称・親族名称などの称号を中心とした、様々な事物の名称をさす。称謂は上述の名物学や礼の対象でもある。
江戸時代の徂徠学では、古代中国への憧憬や文人意識（例えば「一字姓」に象徴される）などから、日本の制度・事物の称謂を中国風に改める、という論が展開された。そのような徂徠学に対して、寛政期の朱子学者・尾藤二洲や菱川秦嶺は批判を与えつつ、各自の称謂論を展開した。これらを背景に、江戸時代には称謂の書物が多数書かれた。その例として、太宰春台『親族正名』、尾藤二洲『称謂私言』、菱川秦嶺『正名緒言』、猪飼敬所『操觚正名』、伊藤東涯『刊謬正俗』、留守希斎『称呼辨正』などがある。

### 春秋・正統論
歴史書の『春秋』は、儒教の教説によれば、孔子が君臣の分を正すために制作した歴史書であるとされる。とりわけ、各国の君主の「死」の言い方や爵位名称などの記述にそれが表れているとされる。『春秋』は経書の一つに含められ、伝統的に儒学者たちに重んじられた。
そのような『春秋』の伝統と並行して、儒教では古くから「王」という称号が議論の的になってきた。すなわち、戦国時代には「戦国七雄」として知られるように各国の君主が「王」を名乗ったが、儒教では「王」が同時に複数いることは望ましくないとされる。その他、『孟子』『荀子』で論じられる「王覇の辨」（王道と覇道の区別） や、『孟子』梁恵王下篇で論じられる「誅一夫」（湯武放伐の正当化）などの論がある。
以上の『春秋』などの伝統を踏まえて、後世の史論においては「正統論」が論じられた。正統論はとりわけ宋代に盛んになり、欧陽脩・蘇軾・司馬光・章望之・朱熹らによって、主に三国時代の曹魏と蜀漢をめぐる正統論争が展開された。この正統論争で論点になったのは、『春秋公羊伝』に由来する「一統」と「居正」の対比の問題、すなわち、王朝の成立条件は政治的支配力なのか君臣の徳義なのか、という問題だった。そのような正統論争を背景として、司馬光『資治通鑑』、朱熹『資治通鑑綱目』などの歴史書が著され、日本でも広く読まれた。また日本でも南北朝正閏論が論じられた。

### 江戸時代
後期水戸学の創始者・藤田幽谷は、以上の礼・称謂・春秋・正統論などの伝統を踏まえて、主著の『正名論』を著した。
『正名論』の論点は、徳川「将軍」の称号を正すことにある。すなわち、徳川の称号を「摂政」に改めるべきだと幽谷は主張した。この幽谷の主張は、言い換えれば、天皇こそが日本の王であり、徳川はあくまで天皇から政事を委任された臣下である、とする主張であり、同時期の松平定信の大政委任論の主張とも通じる。幽谷が創始した後期水戸学は、幕末の尊王論や明治天皇制に影響を与えたとされる。
藤田幽谷が『正名論』を著した時期、すなわち江戸時代中後期には、幽谷以外の学者も正名思想を論じていた。例えば、松平定信『正名考』、山県大弐『柳子新論』正名章、上述の「称謂」の書物、中井竹山『逸史』、頼山陽『日本外史』などで正名思想が論じられていた。国学者の本居宣長は、そのような漢学者たちによる「正名」の流行を批判したが、その宣長も孔子の「正名」に対しては例外的に好評していた。
江戸時代の「正名」の流行の端緒になった人物として、新井白石を位置づける見解もある。白石は、著作の至る所で正名思想を展開しており、江戸時代当時から「正名思想家」のような人物として知られていた。とりわけ、上述の幽谷や定信とは正反対に、徳川こそが日本の王であるとして、徳川の称号を「日本国王」と改めたことで知られる（国王復号、大君一件）。また、歴史書の『読史余論』を著したことでも知られる。

## 諸子百家

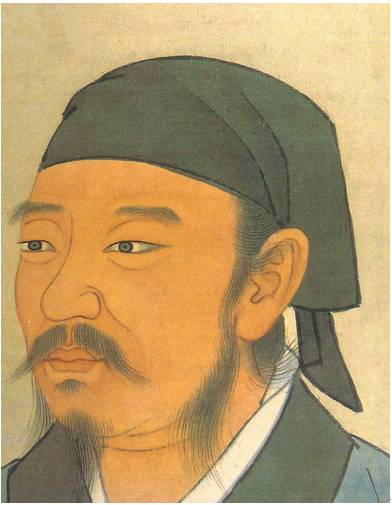
荀子

以上の諸々の「正名」に先立って、戦国時代の諸子百家も「正名」を論じていた。具体的には、『荀子』正名篇、『呂氏春秋』正名篇・審分篇、『墨子』墨辯、『公孫龍子』『尹文子』『鄧析子』『管子』などで「正名」が用いられている。また「正名」という語句に限定せず、「名」「実」「君臣父子」などの語句について言えば、諸子全般で頻繁に用いられている。
諸子における「名」は「言葉」と「名分」の両方が混在していた。さらに第三・第四の意味が混在することもあった。例えば、賞罰術・黄老思想（形名思想・刑名思想）に関する文脈で「正名」が用いられたり、「名誉・名声」に関する文脈で「名実」が用いられたりすることもあった。
一方で、20世紀の胡適は、そのような「名」の多義性を差し置いて、諸子の「正名」を西洋の「論理学」と結びつけて解釈した。この解釈は、21世紀現在では批判の対象になっている。
「正名」「名」「実」「君臣父子」などの語句は、『荀子』が特に頻繁に用いている。上述の荻生徂徠は、『読荀子』において『荀子』正名篇を自身の言語論に取り込む形で解釈している。
『孟子』は、「正名」という語句は用いないものの、「名」「実」「君臣父子」などの語句は『荀子』に劣らず頻繁に用いている。特に『孟子』滕文公下篇では、楊朱・墨翟の為我説・兼愛説を、「君臣父子」を無みする邪説として非難した上で、そのような邪説を打破するために孟軻は「辯」を好むのだ、と語られる。なお、『孟子』滕文公下篇の同章は、『春秋』孔子制作説の由来にもなっている。
儒家以外では、とりわけ『公孫龍子』『尹文子』『鄧析子』といった名家がこれらの語句を頻繁に用いている。班固の『漢書』芸文志における諸子の説明（九流十家）では、名家という集団について説明する際、彼らを古代の「礼官」に由来する集団と推定した上で、孔子の「正名」を引用している。また、清代の章学誠は著書『校讐通義』で、上述の『爾雅』にまつわる儒学者たちの営為を、「辨名正物」と表現した上で、名家に連なる営為とみなしている。
儒家・名家と並んで、法家・雑家の『管子』『韓非子』『商君書』『呂氏春秋』などもこれらの語句を頻繁に用いている。「名分」と関わる儒家思想の「三綱」（君臣間・父子間・夫婦間の恭順）は、本来は儒家ではなく法家の思想だった、とする指摘もある。
以上のような諸子の延長線上に位置する形で、新出文献の馬王堆帛書『黄帝四経』や、前漢の董仲舒に帰される『春秋繁露』でも、「正名」が用いられている。